# JazzAscona
JazzAscona ist ein alljährlich im Sommer stattfindendes Musikfestival in der Schweizer Stadt Ascona im Kanton Tessin.
Die rund elftägige Veranstaltung ist stark mit New Orleans und dem klassischen Jazz verbunden. Das musikalische Spektrum reicht vom klassischen bis zum modernen Swing, vom Dixieland bis zum Blues, vom Gospel bis hin zum traditionellen New Orleans Jazz. Insgesamt umfasst die Veranstaltung rund 200 Konzerte an mehreren über die ganze Stadt verteilte Standorte mit nationalen und internationalen Musikern. Künstlerischer Leiter des Festivals ist Nicolas Gilliet.
Seit seiner ersten Ausgabe 1985 hat sich JazzAscona zu einer der grössten Jazz-Veranstaltungen in Europa entwickelt. Anlässlich seines zwanzigsten Jubiläums im Jahr 2004, bei dem unter anderem Wendell Brunious, Jeremy Davenport, Bob French, Niki Haris, Red Holloway, Leroy Jones, Plas Johnson, Eddie Locke, Ed Polcer, Herlin Riley, Rhoda Scott und Warren Vaché auftraten, erreichte das Festival mit mehr als 80.000 Zuschauern seinen bisherigen Besucherrekord. Seither hat sich die Besucherzahl zwischen 60.000 und 70.000 eingependelt. Die Veranstaltung wird vom regionalen Tourismusverein Ente Turistico Logo Maggiore organisiert. Gemeinsam mit dem Radio Swiss Jazz verleiht das Festival jährlich am letzten Tag den Swiss Jazz Award.